# Václav Krondl
Václav Krondl, né le 5 février 1953, est un ancien arbitre tchèque de football.

## Carrière
Il a officié dans des compétitions majeures : 
- Coupe d'Europe des vainqueurs de coupe de football 1993-1994 (finale)
- Euro 1996 (1 match)